# امامزاده امام حسن
امامزاده امام حسن مربوط به دوره ایلخانی است و در شهرستان دیلم، بخش امام حسن، شهر امام حسن، درمرکز شهر واقع شده و این اثر در تاریخ ۲۶ اسفند ۱۳۸۶ با شمارهٔ ثبت ۲۲۱۶۹ به‌عنوان یکی از آثار ملی ایران به ثبت رسیده است.